# 関村壩駅
関村壩駅 （かんそんはえき、簡体字:关村坝站、拼音: Guāncūnbà zhàn、彝語: ꇨꋂꀡ/guo ce bap）は四川省楽山市金口河区金口河大峡谷に位置する成昆線の駅である。成都駅より263キロ、 昆明駅より837キロ、成都方は成昆線で2番目に長い関村壩トンネル(全長6,187メートル)がある。現在当駅の停車列車は燕崗駅〜普雄駅間の5619/5620次 普通旅客列車のみである。

## 駅構造
1面3線の単式ホームを持つ地上駅である。
関村壩駅のプラットホームおよび駅舎は大渡河側に位置している。3線のうち、1線はトンネル内(関村壩駅三線トンネル)にあり、成都方の関村壩トンネル内で本線と合流する。
駅の成都方の一部はトンネル（関村壩駅トンネル）内、昆明方の一部は橋りょう（関村壩駅橋りょう）上にある。さらにトンネルは昆明方の先にも連続し、隣駅の長河壩駅構内まで続く。そのため当駅から長河壩駅までは車窓がほぼ一切見られない区間である。

## 隣の駅
中国国鉄
成昆線
金口河駅 - 関村壩駅 - 長河壩駅

## 駅周辺
- 鉄道兵博物館
- 金口大峡谷

## ギャラリー

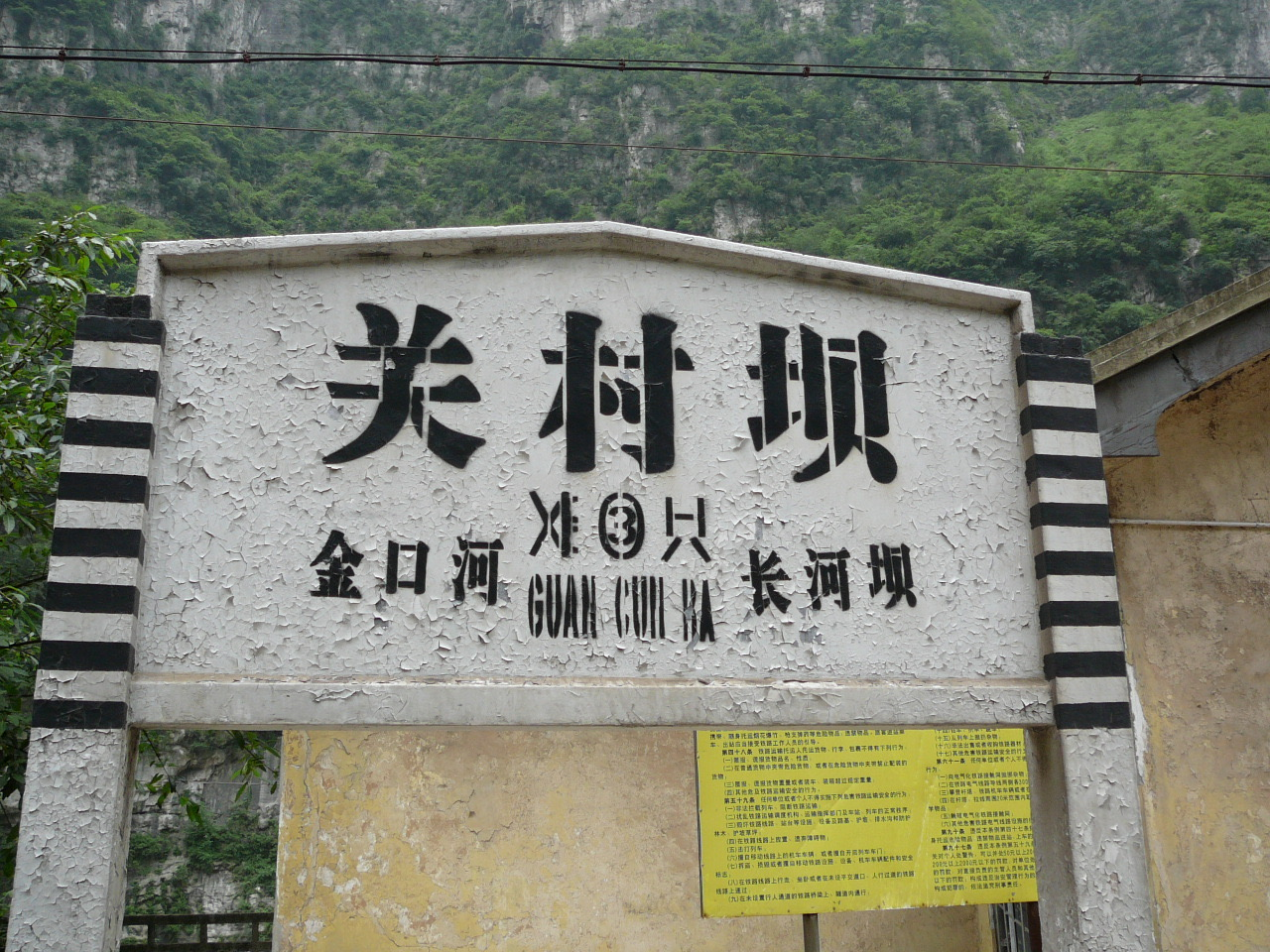
駅名標(簡体字の他に彝文字も併記されている)
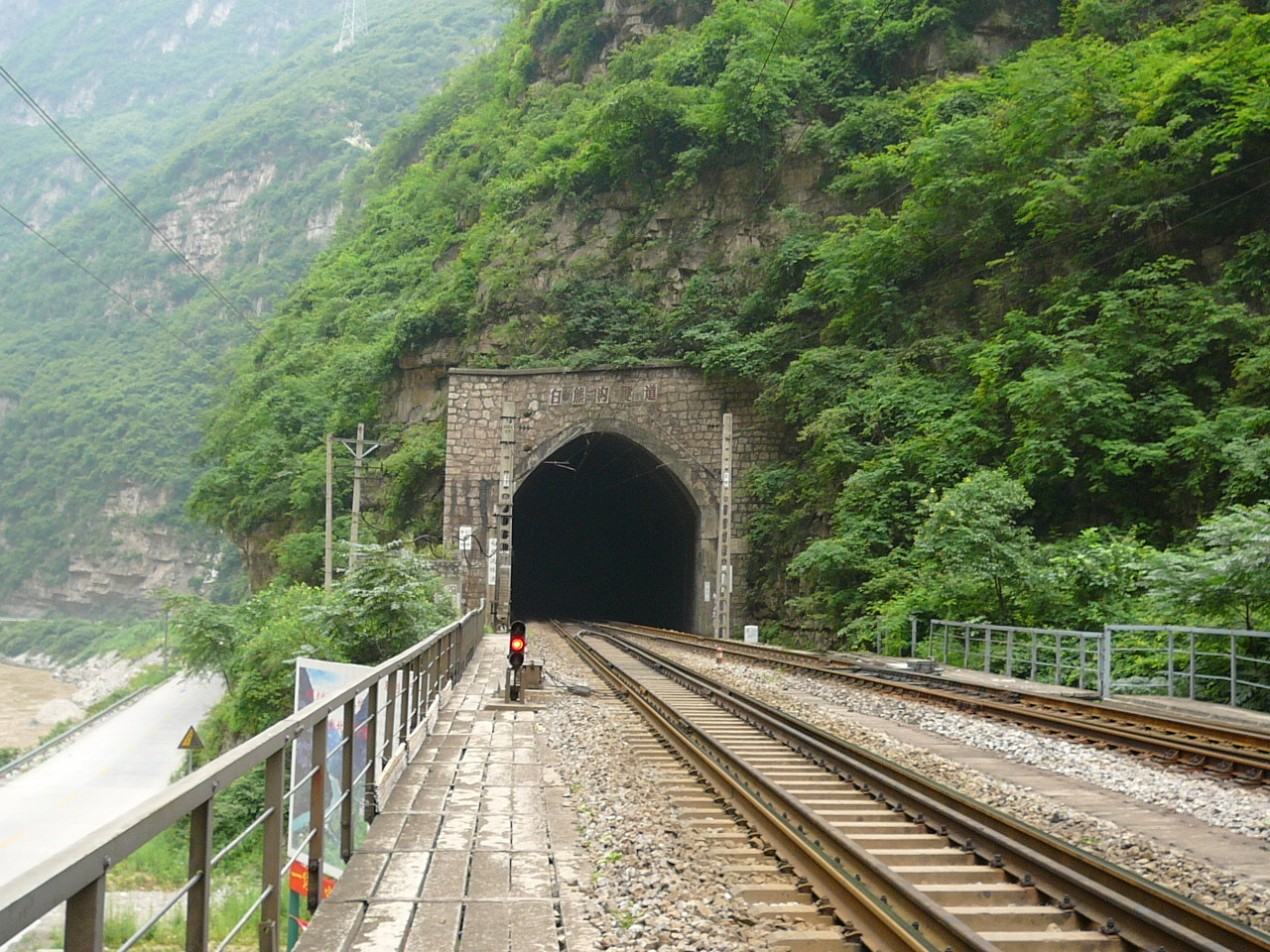
昆明方にある白熊溝トンネル
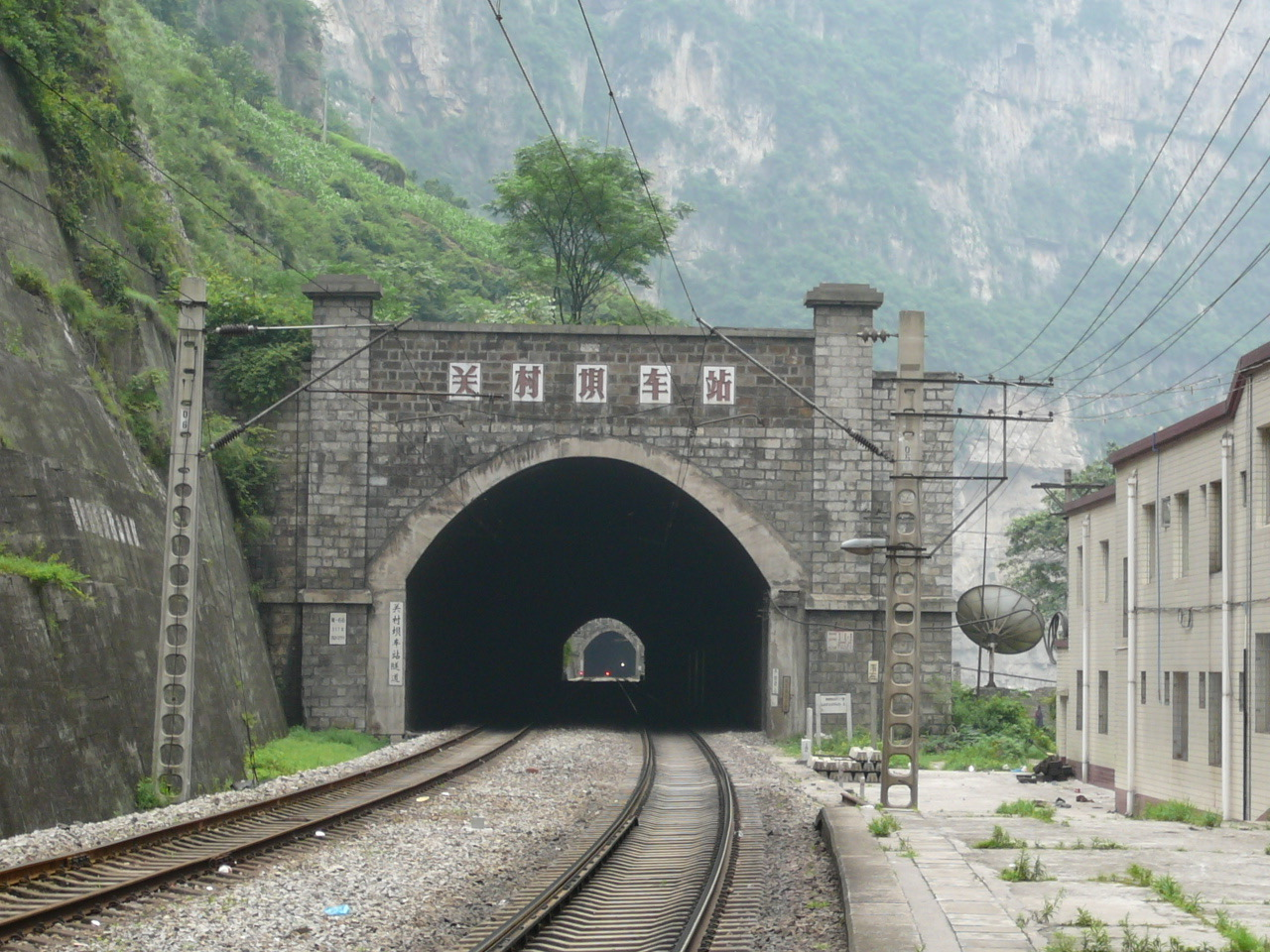
成都方の関村壩駅トンネル(駅線路一部がトンネル内にある)
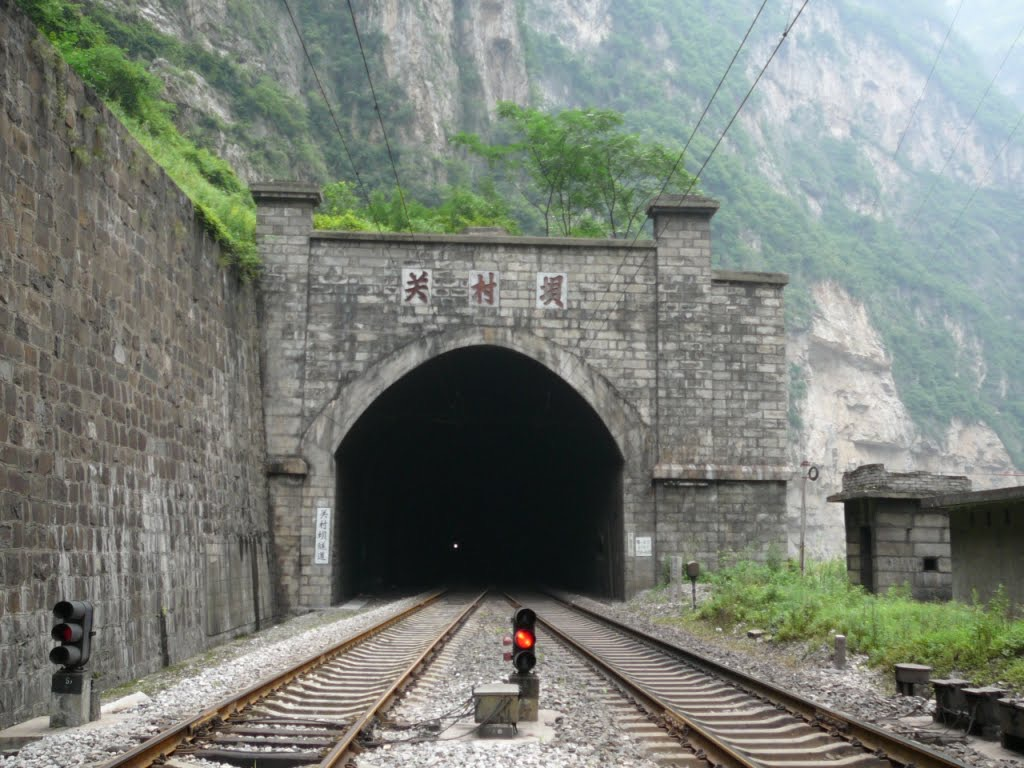
成都方の関村壩トンネル(成昆線で2番目に長いトンネル)